# Aisne (rijeka)
Aisne je rijeka u sjeveroistočnoj Francuskoj, lijeva pritoka rijeke Oise. Rijeka Aisne je duga otprilike 290 km. Po njoj nosi naziv francuski departman Aisne. 
Tijekom prvog svjetskog rata tri žestoke bitke vodile su se u dolinama ove rijeke.
Départmani i gradovi kroz koje teče rijeka Aisne:
- Meuse
- Marne: Sainte-Menehould
- Ardennes: Vouziers, Rethel
- Aisne: Soissons
- Oise: Compiègne

## Vanjske poveznice
|  | Zajednički poslužitelj ima još gradiva o temi Aisne (rijeka) |